# Aguacate criollo
El aguacate criollo es una variedad agrícola del aguacate o palta (Persea americana) originaria de América tropical que se caracteriza por una forma alargada, tamaño pequeño, y una piel lisa, tan fina que se considera comestible, pues de otro modo costaría de pelarse.
El aguacate criollo es una variedad antigua, poco comercial a diferencia de otras variedades como la Hass, y suele crecer de forma natural en los bosques tropicales, sin ser híbrido ni injerto. Su estado de conservación es precario. Se consume principalmente en el sur de México, en los países centroamericanos de Guatemala, El Salvador, Honduras, Costa Rica y Nicaragua, y tan al sur como Colombia y Venezuela, donde es menos común pero aún se puede encontrar en zonas rurales donde se cultiva de forma tradicional.

## Denominación
Su nombre científico es drymifolia, del griego Δρυμί drymí «salvaje» y folia «hoja». Internacionalmente se conoce como creole avocado.

## Características
Es de tamaño más pequeño que otras variedades, con un hueso relativamente grande en proporción al tamaño del fruto. La pulpa es más cremosa y dulce que las variedades comerciales como la Hass. No se considera una raza comercial pues tiene peor rendimiento. Se caracteriza por un exocarpio (piel exterior) muy delgado, que puede ser verde, negra o púrpura.  El árbol puede alcanzar los 15 m. Las quilaguacates, es decir, las hojas del aguacate, son de color verde oscuro y muy aromáticas. De cada racimo terminal surgen de 3 a 6 frutos, los cuales son de 4 a 12 cm de longitud, de forma ovoide o ligeramente piriforme.

## Distribución
Su hábitat natural son los bosques de conífera que se encuentra en las tierras altas de Mesoamérica, concretamente en altitudes superiores a los 1000 m s. n. m. del Eje Neovolcánico mexicano, en climas que varían del húmedo cálido al semiárido.

## Uso culinario
Tiene un sabor un tanto anisado y una textura cremosa, por lo que es recomendable para tacos, ensaladas o guarniciones. La pulpa del aguacate criollo es idónea para la elaboración de alimentos untables, como el guacamole. También se usa para extraer aceite, que se usan en la industria cosmética.